# Harold Shipman
Harold Frederick Shipman, Fred Shipman (Nottingham, 1946. január 14. – HM Prison Wakefield, 2004. január 13.) angol háziorvos, sorozatgyilkos.
A modern történelem egyik legkegyetlenebb sorozatgyilkosaként tartják számon, becslések szerint 250 áldozata van. 2000. január 31-én Shipmant bűnösnek találták 15, a gondozása alatt álló beteg meggyilkolásában. Életfogytiglani börtönbüntetésre ítélték. Shipman öngyilkosságot követett el, felakasztotta magát a nyugat-yorkshire-i HM Wakefield börtönben 2004. január 13-án, egy nappal 58. születésnapja előtt.
A Shipman Inquiry, a Shipman által hitelesített összes haláleset két évig tartó vizsgálata Dame Janet Smith elnökletével Shipman bűneit vizsgálta. A vizsgálat 218 áldozatot azonosított, és a teljes áldozatszámát 250-re becsülték, akiknek körülbelül 80 százaléka idős nő volt. Shipman legfiatalabb áldozata egy 41 éves férfi volt, bár felmerült a gyanú, hogy akár még egy négyéves gyermeket is megölt.